# إينوك بولز
إينوك بولز (بالإنجليزية: Enoch Bolles)‏ هو رسام أمريكي، ولد في 3 مارس 1883 في مقاطعة ماريون في الولايات المتحدة، وتوفي في 16 مارس 1976 في نيوجيرسي في الولايات المتحدة.